# ASCI Red
ASCI Red, ASCI Option Red – superkomputer działający w Sandia National Laboratories w latach 1997–2005. Od czerwca 1997 do czerwca 2000 był najszybszym komputerem na świecie według rankingu TOP500.

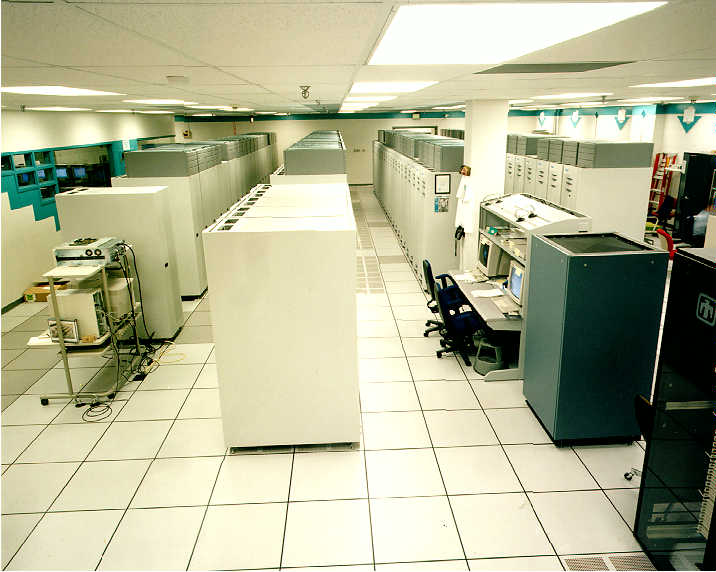
Komputer

Wykonał go Intel na zamówienie Departamentu Energii Stanów Zjednoczonych i NNSA. Jego zadaniem miało być symulowanie eksplozji jądrowych, które nie mogły być przeprowadzane w rzeczywistości, zgodnie z moratorium podpisanym w 1992 roku przez prezydenta Stanów Zjednoczonych George’a Busha i w 1993 roku przez prezydenta Billa Clintona.
W pierwszej wersji zawierał 9152 procesorów Pentium Pro, taktowanych zegarami 200 MHz, 1212 gigabajtów pamięci operacyjnej i 12,5 terabajta dysku twardego pracującego z przepustowością 1 GB/s. W 1999 roku został rozbudowany do 9632 procesorów Pentium II OverDrive, taktowanych zegarami 333 MHz. Zajmował około 150 m² powierzchni i zużywał około 850kW mocy (nie licząc chłodzenia).
Był pierwszym komputerem, który osiągnął szybkość powyżej 1 TFLOPS (biliona operacji zmiennoprzecinkowych na sekundę) w teście LINPACK. W pierwszej wersji osiągnął 1,34 TFLOPS w podwójnej precyzji obliczeń (fp64) w programie LINPACK. Po rozbudowie jego szybkość wzrosła do 2,38 TFLOPS.
Dla porównania, współcześnie, procesor CPU AMD Ryzen 9 7950X w architekturze Zen 4 osiąga w teście LINPACK 1.011 TFLOPS (fp64, używając instrukcji AVX-512) przy cenie poniżej $600 w USA i około 3000 zł w Polsce.